# Явна, Анатолий Абрамович
Анатолий Абрамович Явна (1919—2002) — советский учёный, специалист в области автоматизации управления железнодорожным транспортом. Доктор технических наук, профессор.
В годы Великой Отечественной войны служил на разных фронтах. Его подвиги отмечены орденами Красного Знамени и Отечественной войны 1-й степени, а также медалями.
В 1937 году поступил в Одесский институт инженеров морского флота. В июне 1941 года был признан в Красную Армию и зачислен курсантом Одесского артиллерийского училища им. М. В. Фрунзе. В январе 1942 г. был направлен на фронт, занимал должности от командира взвода до начальника штаба дивизиона. Был ранен.
С ноября 1945 года — слушатель Военной академии им. Ф. Э. Дзержинского. После окончания академии в ноябре 1947 г. был зачислен в адъюнктуру. Анатолий Абрамович преподавал в Ростовском артиллерийском училище, названия которого неоднократно менялись. В 1960 г. назначен начальником специальной кафедры Ростовского высшего военного командно инженерного училища Ракетных войск имени главного маршала артиллерии М. И. Неделина, где готовят специалистов по автоматизированным системам управления межконтинентальными баллистическими ракетами. В 1968 г. защитил докторскую диссертацию.
В 1973 году был избран заведующим кафедрой «Автоматика, телемеханика и связь», затем «Автоматика и телемеханика на железнодорожном транспорте» РИИЖТа. В этой должности проработал до 1989 г.
С 1981 по 1985 год — декан факультета «Автоматика, телемеханика и связь на железнодорожном транспорте». С 1989 года консультант кафедры. Заслуги А. А. Явна отмечены знаком «Почетный железнодорожник».
Анатолий Явна является автором более 100 печатных статей и методических разработок по темам: разработка адаптивной автоматической системы управления работой сортировочной горки, совершенствование электрических схем диспетчерских централизаций, определение оптимальной специализации избыточных путей методом динамического программирования.
Анатолий Абрамович является соавтором двух изобретений «Устройство для переработки оперативно-технологической информации на сортировочной горке» и «Устройство автоматической переработки оперативно- технологической информации для сортировочной станции».
Сын — физик Виктор Явна.